# Kapellensüng
Die Ortschaft Kapellensüng ist ein Ortsteil der Gemeinde Lindlar, Oberbergischer Kreis im Regierungsbezirk Köln in Nordrhein-Westfalen (Deutschland). Sie liegt nördlich von Lindlar. Städtebaulich ist Kapellensüng mit Hartegasse und Steinenbrücke verwachsen. Kapellensüng wird umgangssprachlich hauptsächlich als „Süng“ bezeichnet.

## Geschichte
Kapellensüng wurde 1413 zum ersten Mal urkundlich erwähnt, und zwar als sune.
Die Pfarrkirche St. Agatha bestand zunächst als Privatkapelle und wurde schon 1662 erwähnt – eine Messe sei „in der Hoddergaßen“ gelesen worden. Diese Kapelle wurde mehrmals erweitert und erneuert.
Das Friedhofskreuz in Kapellensüng wurde 1801 errichtet, die Inschrift: „Erri(ch)tet 1801 von den Eheleuten Busch zum Ohl. Der Kapelle zu Süng geschenkt“.
Auf der Karte Topographische Aufnahme der Rheinlande von 1825 werden fünf verstreut liegende und umgrenzten Hofräume mit „Süng“ benannt. In der Preußischen Uraufnahme von 1840 werden diese mit den Ortsbezeichnungen „Kapell Süng“, „Lüh Süng“ und „Bonner Süng“ versehen dargestellt.
1830 wurde in der Topographisch-statistischen Beschreibung der Königlich Preußischen Rheinprovinz vermerkt: „Capellen-Süng mit 1 Kapelle und 76 Einwohnern“.
Am 8. September 1860 erfolgte die Abtrennung der Pfarre von Lindlar. Erster Pfarrer von Kapellensüng wurde Edmund Kaspar Ladislaus Gottlieb Teller (1860–1869). 1874 wurde die Kapelle um 23 Fuß verlängert und ein Turm sowie eine Sakristei errichtet.
1913/14 wurde die jetzige Kirche errichtet. Die Glocken wurden 1917 abgeliefert, erst 1927 wurden neue Glocken angeschafft. Am 31. März 1942 wurden erneut Glocken aus Süng zum Einschmelzen abmontiert, die Christkönigs-, Agatha- und Josephsglocke.
Im Jahre 1968 wurden im Zuge einer Reform des Schulwesens die alten Volksschulen aufgelöst. Die Schulbezirke Kapellensüng und Unterfeld wurden zusammengelegt, in Kapellensüng bestand fortan nur eine Grundschule.

## Kultur

### Kirchengemeinden

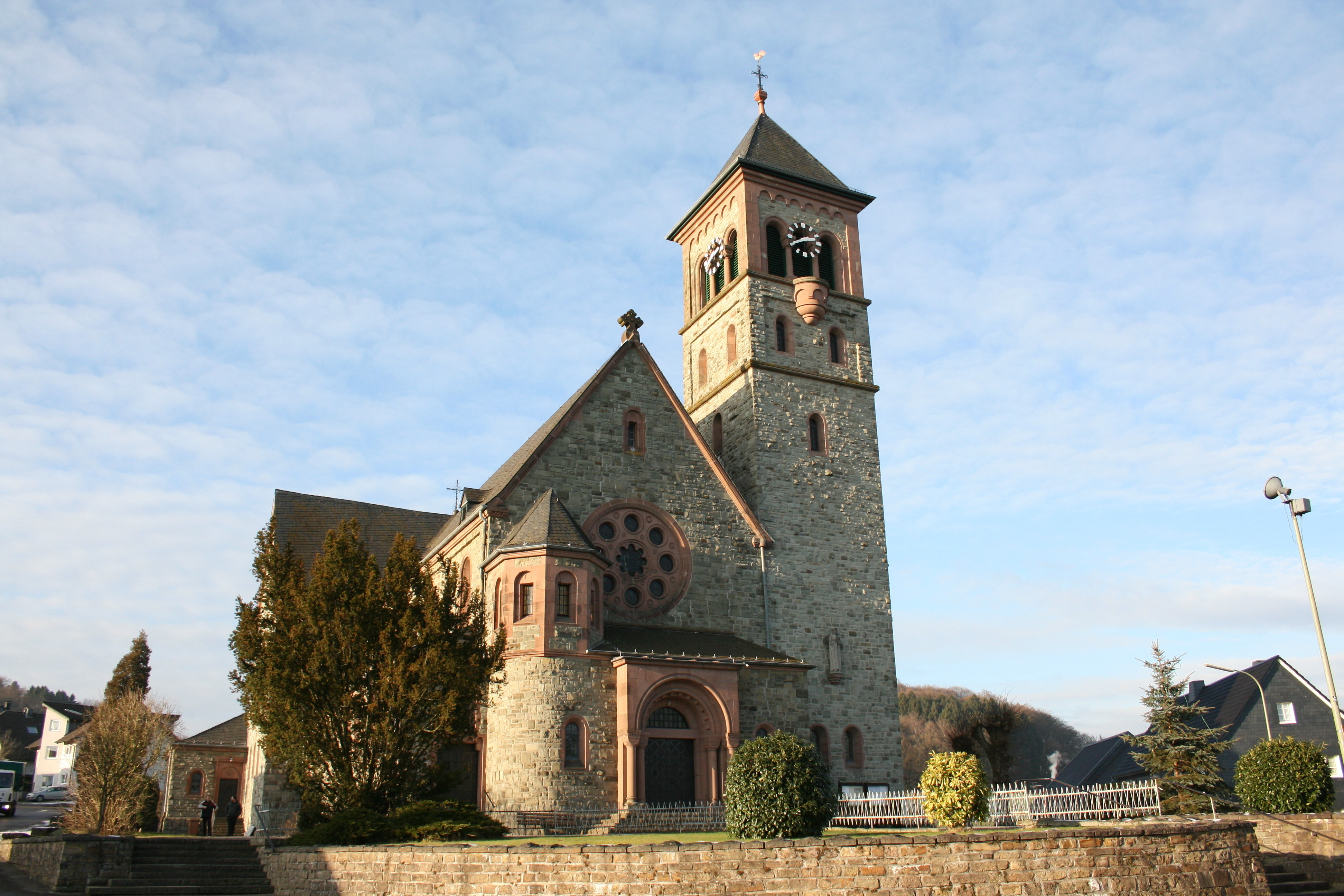
Sankt Agatha in Kapellensüng

Kath. Pfarrgemeinde „St. Agatha“ Kapellensüng

### Schulen
- GGS Kapellensüng

### Sehenswürdigkeiten
- Historischer Ortskern
- Pfarrkirche St. Agatha: Sie wurde mit Hilfe eines „Agathabauvereins“ durch Spenden errichtet und prägt den historischen Ortskern.
- Vom Friedhof in Kapellensüng führen sieben Fußfälle durch Hartegasse bis nach Ohl.
- Verschiefertes Pfarrhaus von 1799
- Zwei Fachwerkhäuser aus dem 17. und 18. Jahrhundert
- Friedhofskreuz

## Busverbindungen
Die nächste Linienbushaltestelle findet sich in Hartegasse. Dort verkehren folgende Linien:
- 332 Wipperfürth – Lindlar – Remshagen – Engelskirchen Bf. (OVAG)
- 335 Frielingsdorf – Hartegasse / Fenke – Lindlar – Linde – Biesfeld – Dürscheid – Herkenrath – Sand – Bergisch Gladbach (S) (OVAG)

## Persönlichkeiten
Der Physiker Kurt Kremer (* 1956) wurde in Kapellensüng geboren.